# Qubit
Ein Qubit (/ˈkjuːbɪt/; für Quantenbit), selten auch Qbit, ist ein Zweizustands-Quantensystem, also ein System, das nur durch die Quantenmechanik korrekt beschrieben wird und das nur zwei durch Messung sicher unterscheidbare Zustände hat.
Qubits bilden in der Quanteninformatik die Grundlage für Quantencomputer, Quantenkommunikation und die Quantenkryptografie. Das Qubit spielt dabei die analoge Rolle zum klassischen Bit bei herkömmlichen Computern: Es dient als kleinstmögliche Speichereinheit und definiert gleichzeitig ein Maß für die Quanteninformation.

## Eigenschaften
Als Zweizustands-Quantensystem ist das Qubit das einfachste nichttriviale Quantensystem überhaupt. Der Begriff „Zweizustandssystem“ bezieht sich dabei nicht etwa auf die Zahl der Zustände, die das System annehmen kann. In der Tat kann jedes nichttriviale quantenmechanische System prinzipiell unendlich viele verschiedene Zustände annehmen. Allerdings kann im Allgemeinen der Zustand eines Quantensystems durch Messung nicht immer sicher bestimmt werden; durch die Messung wird zufällig einer der möglichen Messwerte der gemessenen Observablen ausgewählt, wobei die Wahrscheinlichkeit jedes Messwertes durch den vor der Messung vorliegenden Zustand bestimmt wird. Da zudem die Messung in der Regel den Zustand ändert, kann dieses Problem auch nicht durch mehrmaliges Messen am selben System umgangen werden.
Jedoch gibt es zu jeder Messung bestimmte Zustände, bei deren Vorliegen vor der Messung der Messwert mit absoluter Sicherheit vorausgesagt werden kann, die sogenannten Eigenzustände der Messung bzw. der gemessenen Observablen. Dabei gibt es zu jedem möglichen Ergebnis mindestens einen solchen Zustand. Die maximale Anzahl möglicher Messwerte erhält man dabei für Messungen, bei denen es jeweils nur genau einen Zustand gibt, der diesen Messwert sicher liefert. Darüber hinaus liegt nach jeder Messung ein zum erhaltenen Messwert zugehöriger Eigenzustand vor (Kollaps der Wellenfunktion); liegt jedoch bereits vor der Messung ein Eigenzustand der Messung vor, so wird dieser nicht verändert.
Zwei Zustände, die man durch Messung sicher unterscheiden kann, nennt man auch orthogonal zueinander. Die maximale Anzahl der möglichen Messwerte bei einer Messung – und somit auch die maximale Anzahl orthogonaler Zustände – ist eine Eigenschaft des Quantensystems. Beim Qubit als Zweizustandssystem kann man also durch Messung genau zwei verschiedene Zustände sicher unterscheiden. Will man demnach ein Qubit einfach als klassischen Speicher verwenden, so kann man darin genau ein klassisches Bit speichern. Allerdings liegen die Vorteile des Qubits gerade in der Existenz der anderen Zustände.

Polarisation

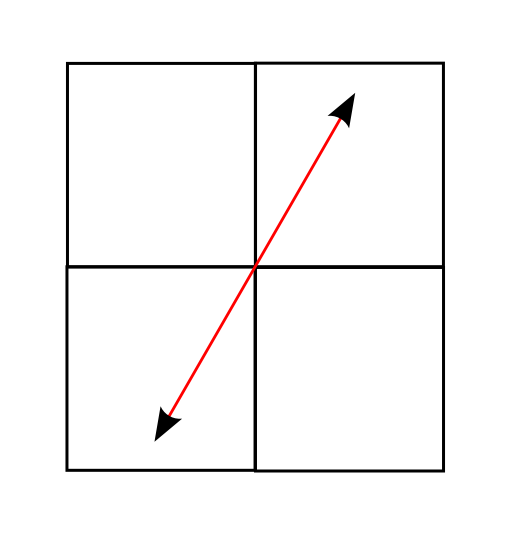
Lineare Polarisation

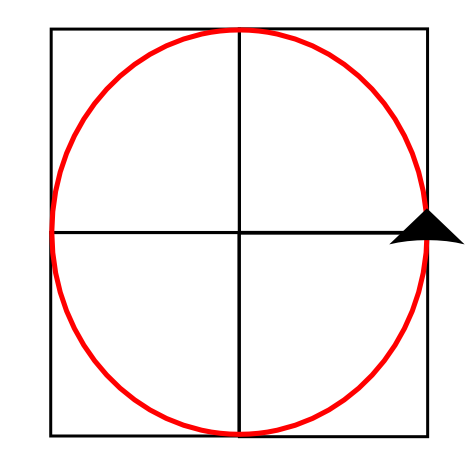
Zirkulare Polarisation

Elliptische Polarisation

Ein Beispiel hierfür ist die Polarisation eines Photons („Lichtteilchens“). Die Polarisation von Licht gibt an, in welche Richtung Licht schwingt. Obwohl die Polarisation eigentlich eine Welleneigenschaft ist, kann sie auch für das einzelne Photon definiert werden, und alle Polarisationen (linear in beliebige Richtung, zirkular, elliptisch) sind auch für einzelne Photonen möglich. Lineare Polarisation kann beispielsweise über einen doppelbrechenden Kristall gemessen werden. Wo ein an einer bestimmten Stelle in den Kristall eintretendes Photon herauskommt, hängt davon ab, ob es parallel oder senkrecht zur optischen Achse des Kristalls polarisiert ist. Es gibt also sozusagen zwei „Ausgänge“, einen für parallel und einen für senkrecht polarisierte Photonen. Stellt man an beide Stellen einen Photon-Detektor, dann kann man so feststellen, ob das Photon parallel oder senkrecht zur optischen Achse polarisiert war.
Photonen, die eine andere Polarisation (linear in einem anderen Winkel, zirkular oder elliptisch) aufweisen, kommen aber ebenfalls an diesen „Ausgängen“ heraus. An welchem „Ausgang“ ein solches Photon herauskommt, ist in diesem Fall jedoch nicht voraussagbar; nur die Wahrscheinlichkeit kann vorhergesagt werden. Hinterher hat es jedoch die Polarisation, die zu dem entsprechenden Ausgang gehört, wie man z. B. dadurch nachweisen kann, dass anstatt des Detektors weitere Kristalle (mit parallel ausgerichteter optischer Achse) mit je zwei Detektoren an den „Ausgängen“ angebracht werden: Nur diejenigen Detektoren an den zweiten Kristallen, die zu der jeweils korrekten Polarisation für den Ausgang des ersten Kristalls gehören, registrieren Photonen.
Der Kristall zeichnet damit eine Polarisationsrichtung aus. Welche es jedoch ist, kann man dadurch bestimmen, dass man den Kristall dreht. Zwei linear polarisierte Zustände sind also zueinander orthogonal, wenn die Polarisationsrichtungen zueinander orthogonal sind. Allerdings kann diese Korrespondenz nicht direkt auf andere Polarisationszustände übertragen werden; so sind z. B. der linkszirkulär und der rechtszirkulär polarisierte Zustand ebenfalls zueinander orthogonal.
Wie bei klassischen Bits können auch mehrere Qubits zusammengefasst werden, um größere Werte zu speichern. Ein {\displaystyle n}-Qubit-System hat dabei genau {\displaystyle 2^{n}} zueinander orthogonale Zustände. In {\displaystyle n} Qubits lassen sich somit genau {\displaystyle n} klassische Bits so speichern, dass die komplette Information zuverlässig wieder ausgelesen werden kann; beispielsweise kann ein „Quantenbyte“ aus acht Qubits 256 verschiedene zuverlässig wieder auslesbare Werte speichern.
Viel wichtiger für die Verwendung in Quantencomputern ist die Existenz verschränkter Zustände mehrerer Qubits. In solchen Zuständen hat ein einzelnes Qubit überhaupt keinen definierten Zustand, die Gesamtheit der Qubits jedoch schon. Dies führt zu nichtlokalen Korrelationen, wie sie beim Einstein-Podolsky-Rosen-Paradoxon auftreten.
Die Verschränkung der Qubits hat überraschende Folgen. Beispielsweise kann man in einem Paar verschränkter Qubits zwei klassische Bits so speichern, dass es möglich ist, durch Manipulation von nur einem der Qubits den Wert beider Bits unabhängig voneinander beliebig zu verändern. Es ist jedoch Zugriff auf beide Qubits nötig, um die Information auszulesen.
Auch auf der Nichtlokalität der Verschränkung beruht die Quantenteleportation, mit der sich quantenmechanische Zustände durch Übermitteln klassischer Bits übertragen lassen.
Für Quantencomputer wichtig ist die Tatsache, dass durch die Verschränkung eines Satzes von {\displaystyle n} Qubits ein beliebiger Satz von Sequenzen {\displaystyle n} klassischer Bits gleichzeitig dargestellt werden kann. Beispielsweise kann mit vier Qubits ein Zustand hergestellt werden, der genau die Bitfolgen 0000, 0101, 1011 und 1110 enthält und keine anderen. Im Extremfall sind alle möglichen Bitfolgen darin enthalten, z. B. enthält ein entsprechend präpariertes „Quantenbyte“ alle Zahlen von 0 bis 255 gleichzeitig. Führt man nun mit Hilfe quantenmechanischer Operationen Berechnungen auf diesem Zustand aus, so werden diese Berechnungen effektiv auf allen diesen Bitfolgen gleichzeitig ausgeführt. Dieser sogenannte Quantenparallelismus ist der Grund dafür, dass Quantencomputer bestimmte Probleme schneller lösen können als klassische Computer. Allerdings kann man die gespeicherten Bitmuster nicht einzeln auslesen; jede Messung liefert nur einen zufällig ausgewählten der gespeicherten Werte. Um den Quantenparallelismus zu nutzen, müssen daher zusätzlich spezifisch quantenmechanische Transformationen vorgenommen werden, die keine klassischen Äquivalente haben, also Zustände, die genau einem Bitmuster entsprechen, in Überlagerungen mehrerer Bitmuster überführen können und umgekehrt.

## Implementierung von Qubits
Theoretisch kann jedes quantenmechanische Zweizustandssystem als Qubit verwendet werden. In der Praxis jedoch sind viele Systeme ungeeignet, da sie nicht in ausreichendem Maße manipulierbar sind oder zu stark von der Umgebung gestört werden. Zudem ergibt sich das Problem der Skalierbarkeit: Manche Implementierungen, wie z. B. die Verwendung der Kernspinresonanz in Molekülen, eignen sich prinzipbedingt nur für eine sehr beschränkte Zahl von Qubits.
Für die Verwendbarkeit eines Systems als Qubit stellte David DiVincenzo sieben Kriterien auf. Die ersten fünf Kriterien betreffen auch die Verwendung in Quantencomputern, die letzten beiden gelten speziell für die Quantenkommunikation.
Die fünf allgemeinen Kriterien lauten:
1. Das System muss wohldefinierte Qubits besitzen und skalierbar sein, d. h., es muss prinzipiell auf beliebig viele Qubits erweiterbar sein.
2. Es muss möglich sein, die Qubits in einem reinen Zustand zu präparieren (mindestens in den Zustand {\displaystyle \left|00000\ldots \right\rangle }).
3. Das System muss eine hinreichend lange Dekohärenzzeit aufweisen.
4. Das System muss die Implementierung eines universellen Satzes von Quantengattern erlauben. Ein Beispiel wäre z. B. alle 1-Qubit-Gatter und zusätzlich das CNOT-Gatter.
5. Es muss möglich sein, jedes einzelne der Qubits gezielt zu messen.

Die zwei zusätzlichen Kriterien für Quantenkommunikation lauten:
1. Es muss möglich sein, stationäre Qubits in bewegliche Qubits zu transformieren und umgekehrt.
2. Ein Austausch der beweglichen Qubits muss zwischen entfernten Orten möglich sein.

Nach dem Physiker Daniel Loss sind in der Physik viele Systeme bekannt, die zwei genau definierte Zustände haben und bei denen die Regeln der Quantenphysik gelten. In den letzten 20 Jahren sind denn auch unzählige Vorschläge gemacht worden, wie sich Qubits realisieren lassen. Doch die meisten sind allerdings wieder fallen gelassen worden. Neben den quantenmechanischen Eigenschaften gelten weitere Anforderungen: Die Realisierungen der Qubits müssen klein genug sein, so dass man idealerweise 100 Millionen davon auf einem Quadratzentimeter Fläche unterbringen kann, um einen handlichen Quantencomputer bauen zu können. Auch müssen sich Qubits schnell schalten lassen – idealerweise eine Milliarde Mal pro Sekunde, wie bei elektrischen Schaltkreisen in modernen Computern üblich, die im Gigahertz-Bereich getaktet sind.
In der Praxis werden unter anderem die folgenden Systeme untersucht:

### Ionen in Ionenfallen
Ein vielversprechender Ansatz für Quantencomputer ist die Verwendung von Ionen in Ionenfallen. Hierbei werden einzelne Ionen durch elektromagnetische Felder im Vakuum wie an einer Perlenkette aufgereiht. Hierzu machten
1995 J. I. Cirac und Peter Zoller erstmals den Vorschlag zur Realisierung mittels Ionen in Paul-Fallen, dessen Machbarkeit 1997 experimentell am Institut für Quantenoptik und Quanteninformation gezeigt werden konnte.
Die Qubits werden dabei durch jeweils zwei langlebige interne Zustände der einzelnen Ionen, zum Beispiel zwei Hyperfeinniveaus des Grundzustands, gebildet. Die Zahl der Qubits ist identisch mit der Zahl der Ionen in der Falle. Die Manipulation der Qubits erfolgt über Laserstrahlen, die mit den einzelnen Ionen wechselwirken. Über die Bewegung der Ionen in der Falle lassen sich die Qubits miteinander koppeln und so verschränken.
Im November 2005 gelang es Rainer Blatt am Institut für Experimentalphysik der Universität Innsbruck erstmals, ein Quantenregister mit 8 verschränkten Qubits zu erzeugen und durch Messungen nachzuweisen.
Mit dieser Technologie konnten 2018 bereits bis zu zwanzig Qubits miteinander verschränkt werden.

### Elektronen in Quantenpunkten
Ein weiterer Ansatz ist die Verwendung von Quantenpunkten. Quantenpunkte sind quasi-nulldimensionale Halbleiterstrukturen, in denen Elektronen nur diskrete Zustände einnehmen können; man spricht daher auch oft von Designer-Atomen. Ein Vorteil der Quantenpunkt-Technologie ist, dass bei der Herstellung erprobte Halbleiter-Methoden angewandt werden können. Als Basiszustände des Qubits können zwei Orientierungen des Spins bei fester Elektronenzahl („Spinqubit“) oder zwei verschiedene Ladungskonfigurationen („Ladungsqubit“; z. B. mit einem Elektron entweder im ersten oder zweiten von zwei Quantenpunkten) oder eine Kombination dieser beiden Möglichkeiten verwendet werden. In der Praxis dominieren Spinqubits aufgrund der viel längeren Kohärenzzeiten. Bisher wurde universelle Kontrolle von bis zu zwei Spinqubits demonstriert.

### Supraleitende Schaltkreise
Makroskopische Schaltkreise basierend auf lithographisch definierten supraleitenden Kondensatoren und linearen, sowie nicht-linearen Induktoren können als Qubits verwendet werden. Typische supraleitende Materialien in der Herstellung dieser Schaltkreise sind Aluminium, Niobium oder Tantalum. Als nicht-lineare Induktoren werden typischerweise Josephson-Kontakte verwendet. In einer speziellen Geometrie als supraleitende, ringförmige Systeme, sogenannte SQUIDs, die aus zwei oder mehreren parallelen Josephson-Kontakten bestehen, ergibt sich eine Abhängigkeit von der relativen Phase. Je nach genauer Geometrie des Schaltkreises werden die Qubits verschieden benannt, wobei die zwei populärsten Varianten das Transmon Qubit und das Fluxonium Qubit sind. Die Manipulation dieser Qubits erfolgt über die angelegte Spannung und das Magnetfeld und über die Kopplung und Mikrowellenresonatoren. Die Entwicklung dieser supraleitenden Schaltkreise ist ein aktives Forschungsfeld in der akademischen und industriellen Forschung. Im Jahr 2017 wurden bereits Quantenprozessoren von bis zu zehn Qubits mit voller Kontrolle realisiert. Es wurden noch deutlich größere Josephson-Quantenregister (mit Stand 2023 bis zu 433 Qubits) demonstriert.

### Kernspins in Molekülen und Festkörpern
Auch die Spins der Atomkerne in Molekülen können Qubits repräsentieren. Sie können über Kernspinresonanz manipuliert und ausgelesen werden. Dies ist eine technisch besonders einfache Methode, die jedoch nicht den oben genannten DiVincenzo-Kriterien entspricht. Insbesondere ist die Methode nicht skalierbar, da die Zahl der Spins pro Molekül beschränkt ist und ihre Adressierung und kontrollierte Kopplung umso schwieriger sind, je mehr Spins adressiert werden müssen. Zudem kann hierbei nicht ein einzelnes System (also ein einzelnes Molekül) gemessen werden, sondern man hat es mit vielen gleichartigen Molekülen auf einmal zu tun.

Dagegen kann man mit Kernspins in Festkörpern im Prinzip skalierbare Architekturen realisieren. Besonders vielversprechend sind hier z. B. die Kernspins von Fremdatomen in Silizium oder von Stickstoff-Fehlstellen-Zentren (oder anderen Farbzentren) in Diamant.

### Photonen
Mit Photonen lassen sich besonders gut bewegliche Qubits definieren. In der Regel werden als Basiszustände verschiedene Teilchenzahl-Eigenzustände des elektromagnetischen Felds verwendet. Eine häufige Realisierung ist das Polarisationsqubit, das durch zwei orthogonale Polarisationen eines Photons definiert ist. Eine andere wichtige Realisierung ist das Time-Bin-Qubit, das sich über ein Photon entweder im ersten oder zweiten von zwei aufeinanderfolgenden Zeitfenstern definiert. Ferner gibt es auch Qubits, die durch Vielphotonenzustände definiert sind, wie zum Beispiel durch kohärente Zustände entgegengesetzter Phase.
Photonische Qubits können per Glasfaser oder durch die Luft problemlos auch über größere Strecken übertragen werden. Experimente zur Quantenkommunikation und Quantenkryptographie verwenden daher nahezu ausschließlich Photonenzustände. Da es dagegen sehr anspruchsvoll ist, Photonen miteinander in Wechselwirkung zu bringen, sind sie für die Realisierung eines Quantencomputers weniger geeignet, auch wenn das im Prinzip möglich ist.

## Quantenkodierung
Ähnlich wie klassische Information lässt sich auch Quanteninformation komprimieren. Hierbei wird angenommen, dass das Signal aus zufällig ausgewählten reinen Zuständen aus einem „Alphabet“ besteht, wobei jedoch diese Zustände nicht notwendigerweise zueinander orthogonal sein müssen, d. h., es muss nicht möglich sein, die Zustände durch Messung sicher zu unterscheiden. Diese Zustände werden in ein System aus Qubits kodiert (dabei wird der Originalzustand notwendigerweise zerstört) und diese an den Empfänger gesandt, der dann aus den gesendeten Qubits eine Näherung des originalen Zustandes rekonstruiert.
Die Genauigkeit (Fidelity) einer solchen Kodierung ist definiert durch die zu erwartenden Übereinstimmung des rekonstruierten Zustands mit dem ursprünglichen. Das heißt, angenommen der Empfänger weiß, welche Zeichen gesendet wurden, und führt an seinem rekonstruierten Zustand jeweils eine Messung aus, für die der ursprüngliche Zustand ein Eigenzustand ist, dann ist die Genauigkeit der Kodierung durch den Anteil der Messungen gegeben, die den gesendeten Zustand ergeben.
Eine ideale Kodierung ist nun analog zur klassischen Informationstheorie eine Übertragung, bei der die minimale Zahl an Qubits übertragen werden muss, um bei einer hinreichend großen Anzahl übertragener Zeichen eine beliebig hohe Übertragungswahrscheinlichkeit zu erreichen.
Es zeigt sich nun, dass die minimale Zahl von Qubits, um einen solchen Zustand zu übertragen, gerade die Von-Neumann-Entropie der durch das „Alphabet“ und die zugehörigen Wahrscheinlichkeiten definierten Dichtematrix ist. Somit kann das Qubit, analog zum klassischen Bit, als Informationseinheit der Quanteninformation betrachtet werden; die Von-Neumann-Entropie eines Quantensystems gibt dann gerade dessen Informationsgehalt in Qubits an.
In der Tat wurde der Begriff Qubit von Benjamin Schumacher in diesem Zusammenhang geprägt.

## Mathematische Beschreibung

### Beschreibung einzelner Qubits
Zur Beschreibung eines Qubits nimmt man eine beliebige Messgröße (z. B. im Beispiel mit den Photonen die Polarisation parallel und senkrecht zur optischen Achse eines doppelbrechenden Kristalls) und nennt die zugehörigen Eigenzustände {\displaystyle \left|0\right\rangle } und {\displaystyle \left|1\right\rangle } (Die Notation {\displaystyle \left|\ldots \right\rangle } dient zur Kennzeichnung, dass es sich um einen Quantenzustand handelt, siehe auch Dirac-Notation). Das quantenmechanische Superpositionsprinzip fordert nun, dass es unendlich viele Zustände dieses Systems gibt, die sich formal als
{\displaystyle |\psi \rangle =a\,|0\rangle +b\,|1\rangle }
schreiben lassen, wobei {\displaystyle a} und {\displaystyle b} komplexe Zahlen mit
{\displaystyle |a|^{2}+|b|^{2}=1\,}
sind. Der Zustand lässt sich also als normierter Vektor in einem komplexen Vektorraum, genauer gesagt, einem Hilbertraum, beschreiben. (Im Fall der Photonen handelt es sich gerade um den Jones-Vektor, der die Polarisation beschreibt). Allerdings ist die Beschreibung nicht eindeutig; zwei Vektoren, die sich nur durch einen Faktor der Form {\displaystyle \mathrm {e} ^{\mathrm {i} \phi }} („Phasenfaktor“) unterscheiden, beschreiben denselben Zustand. Zu beachten ist jedoch, dass ein solcher Phasenfaktor für nur eine der Komponenten durchaus einen Unterschied macht: Die Vektoren {\displaystyle a\left|0\right\rangle +b\left|1\right\rangle } und {\displaystyle a\left|0\right\rangle +\mathrm {e} ^{\mathrm {i} \phi }b\left|1\right\rangle } beschreiben generell unterschiedliche Zustände.
Ist das System in diesem Zustand, so ist die Wahrscheinlichkeit, nach der Messung den Zustand {\displaystyle \left|0\right\rangle } vorzufinden, gerade {\displaystyle \left|a\right|^{2}} und entsprechend die Wahrscheinlichkeit, den Zustand {\displaystyle \left|1\right\rangle } vorzufinden, gleich {\displaystyle \left|b\right|^{2}}.
Alternativ lässt sich das Qubit auch über seine Dichtematrix beschreiben. Für das Qubit im Zustand {\displaystyle \left|\psi \right\rangle } ist dies der Projektionsoperator
{\displaystyle \rho _{\psi }=\left|\psi \right\rangle \left\langle \psi \right|}
Im Gegensatz zum Zustandsvektor ist die Dichtematrix eindeutig definiert. Mit Hilfe der Dichtematrix lassen sich auch Qubits beschreiben, deren Zustand nicht vollständig bekannt ist (sogenannte „gemischte Zustände“). Allgemein lässt sich die Dichtematrix für ein Qubit angeben durch
(*){\displaystyle \rho ={\frac {1}{2}}\left(\mathbf {1} +\sum _{i=1}^{3}c_{i}\sigma _{i}\right),\quad c_{1}^{2}+c_{2}^{2}+c_{3}^{2}\leq 1}
wobei {\displaystyle \mathbf {1} } die 2×2-Einheitsmatrix und {\displaystyle \sigma _{i}} die Pauli-Matrizen sind. Die Wahrscheinlichkeit, bei einer entsprechenden Messung den Zustand {\displaystyle \left|\psi \right\rangle } zu finden, ist gegeben durch {\displaystyle p_{\psi }=\left\langle \psi \right|\rho \left|\psi \right\rangle }.

### Bloch-Kugel

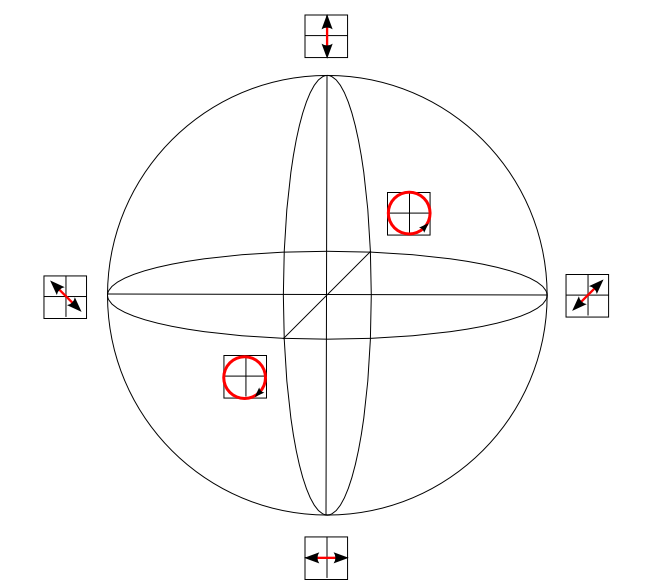
Polarisationszustände auf der Bloch-Kugel

Die Zustände eines einzelnen (unverschränkten) Qubits lassen sich als Punkte auf der Oberfläche einer Kugel im dreidimensionalen Raum darstellen. Diese Oberfläche nennt man nach Felix Bloch Bloch-Kugel oder -sphäre. Besonders deutlich sieht man das am Spin-1/2-Teilchen, wo der Punkt auf der Kugel angibt, in welche Richtung man mit Sicherheit Spin up messen wird. Die Äquivalenz gilt aber für alle Zweizustandssysteme. Das Bild rechts zeigt, wie die oben beschriebenen Polarisationszustände auf der Bloch-Kugel angeordnet werden können. Beispielsweise entspricht der „Nordpol“ hier der vertikalen und der „Südpol“ der horizontalen Polarisation. Allgemein entsprechen zueinander orthogonale Zustände einander gegenüberliegenden Punkten auf der Bloch-Kugel.

Kugelkoordinaten

Setzt man den Zustand {\displaystyle |1\rangle } an den „Nordpol“ der Kugel, und sind {\displaystyle \theta } und {\displaystyle \phi } die Winkel des Punktes in Kugelkoordinaten (siehe Bild links), so wird der zugehörige Zustand durch den Vektor
{\displaystyle \left|\psi \right\rangle =\sin(\theta /2)\mathrm {e} ^{-\mathrm {i} \phi /2}\left|0\right\rangle +\cos(\theta /2)\mathrm {e} ^{\mathrm {i} \phi /2}\left|1\right\rangle }
beschrieben.
Auch die Punkte im Inneren der Kugel lassen sich interpretieren: Man kann ihnen Qubits zuordnen, über deren Zustand man keine vollständige Information hat. Die kartesischen Koordinaten des Punktes in der Kugel sind dann gerade die Faktoren {\displaystyle c_{i}} vor den Pauli-Matrizen in der Gleichung (*). Der Mittelpunkt der Kugel entspricht somit einem Qubit, über das man überhaupt nichts weiß; je weiter man sich vom Mittelpunkt entfernt, desto größer wird das Wissen über den Zustand des Qubits. Diese Kugel ist in gewisser Weise das Analogon zum Wahrscheinlichkeits-Intervall [0,1] für das klassische Bit: Die Punkte am Rand geben die möglichen exakten Zustände des Bits (0 oder 1) bzw. des Qubits an (in der Quantenmechanik spricht man auch von „reinen Zuständen“), während die Punkte im Inneren unvollständiges Wissen über das Bit/Qubit repräsentieren (in der Quantenmechanik spricht man hier von „gemischten Zuständen“). Der Punkt in der Mitte repräsentiert in beiden Fällen komplettes Unwissen über das System (beim Bit: Wahrscheinlichkeit 1/2).

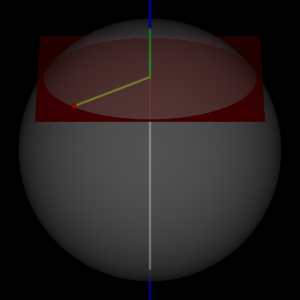
Darstellung des Messvorgangs mit der Bloch-Kugel

Auch der Vorgang des Messens lässt sich anhand der Bloch-Kugel schön darstellen: Im Bild „Darstellung des Messvorgangs mit der Bloch-Kugel“ kennzeichnet der kleine rote Punkt einen möglichen Zustand des Qubits. In diesem Fall sitzt der Punkt außen auf der Kugel, es handelt sich also um einen reinen Zustand; das Verfahren funktioniert aber auch für gemischte Zustände. Da die Eigenzustände der Messung zueinander orthogonal sind, also auf der Bloch-Kugel einander gegenüberliegen, definiert die Messung eine Gerade durch den Mittelpunkt der Kugel (im Bild durch die blaue Linie gekennzeichnet). Man betrachtet nun entlang dieser Geraden den Durchmesser (im Bild grün/weiß) durch die Kugel und projiziert den Punkt, der das aktuelle Wissen über das Qubit darstellt, senkrecht auf diese Strecke (die Projektion ist hier durch die rote Ebene und die gelbe Linie markiert; der Schnittpunkt der gelben Linie mit dem Durchmesser ist der projizierte Punkt). Diese Strecke lässt sich dann direkt als Wahrscheinlichkeitsintervall für das Messergebnis ansehen. Wenn man das Messergebnis nicht ausliest, dann gibt dieser Punkt innerhalb der Kugel in der Tat auch die neue Beschreibung des Systems an; nach Auslesen des Messergebnisses liegt der Punkt selbstverständlich (wie auch beim normalen Bit) an einem Ende der Strecke. Setzt man z. B. im Bild an den „Nordpol“ der Kugel den Zustand {\displaystyle |1\rangle } und an den „Südpol“ den Zustand {\displaystyle |0\rangle }, dann ist das Verhältnis der Länge des weißen Teils des Durchmessers (vom Südpol bis zum Schnittpunkt mit der Ebene) zum Gesamtdurchmesser gerade die Wahrscheinlichkeit, das Qubit nach der Messung im Zustand {\displaystyle |1\rangle } zu finden, wenn der Zustand vorher durch den roten Punkt gegeben war (hinterher sitzt der Zustand in diesem Fall natürlich auf dem Nordpol).
Einige Physiker vermuten in diesem Zusammenhang zwischen Qubits und Punkten im dreidimensionalen Raum den Grund dafür, dass unser Raum dreidimensional ist. Prominenter Vertreter dieser Idee ist die Ur-Theorie von Carl Friedrich von Weizsäcker. Weizsäckers Ur ist dabei im Wesentlichen das, was heute Qubit genannt wird.

### Beschreibung von Systemen aus mehreren Qubits
Auch die Zustände eines Systems aus mehreren Qubits bilden aufgrund des Superpositionsprinzips einen Hilbertraum. Dieser ist das Tensorprodukt der Hilberträume der einzelnen Qubits. Das bedeutet, ein System aus {\displaystyle n} Qubits wird durch einen {\displaystyle 2^{n}}-dimensionalen Hilbertraum beschrieben, dessen Basiszustände als direkte Produkte der Einzel-Qubit-Zustände geschrieben werden können, also z. B.
{\displaystyle \left|0100\right\rangle =\left|0\right\rangle _{1}\otimes \left|1\right\rangle _{2}\otimes \left|0\right\rangle _{3}\otimes \left|0\right\rangle _{4}}
wobei die Indizes angeben, zu welchem Qubit der Zustand jeweils gehört. Jedes direkte Produkt von 1-Qubit-Zuständen ergibt einen {\displaystyle n}-Qubit-Zustand, z. B.
{\displaystyle {\frac {1}{\sqrt {2}}}\left(\left|0\right\rangle _{1}+\left|1\right\rangle _{1}\right)\otimes {\frac {1}{\sqrt {2}}}\left(\left|0\right\rangle _{2}-\left|1\right\rangle _{2}\right)={\frac {1}{2}}\left(\left|00\right\rangle -\left|01\right\rangle +\left|10\right\rangle -\left|11\right\rangle \right)}
Umgekehrt gilt dies jedoch nicht: Manche {\displaystyle n}-Qubit-Zustände lassen sich nicht als Produkt von Ein-Qubit-Zuständen schreiben. Ein Beispiel für so einen Zustand ist der 2-Qubit-Zustand {\displaystyle {\frac {1}{\sqrt {2}}}\left(\left|00\right\rangle +\left|11\right\rangle \right)} (einer der Bellzustände). Solche Zustände, die sich nicht als Produkt einzelner Zustände schreiben lassen, nennt man verschränkt. Die Beschreibung eines einzelnen Qubits in einem verschränkten Zustand ist nur über eine Dichtematrix möglich, was wiederum die Unkenntnis (bzw. Nichtberücksichtigung) von Information über das Qubit anzeigt: In diesem Fall handelt es sich bei der fehlenden Information gerade um die Verschränkung mit anderen Qubits. Allerdings kann der vollständige Zustand auch nicht beschrieben werden, indem die Dichtematrizen für jedes einzelne Qubit angegeben werden. Die Verschränkung ist vielmehr eine nichtlokale Eigenschaft, die in den Korrelationen zwischen den miteinander verschränkten Qubits zum Ausdruck kommt.

## Komplementäre Observablen des Qubits
Zwei Observablen sind komplementär, wenn die vollständige Kenntnis des Wertes der einen Observablen die vollständige Unkenntnis der anderen impliziert. Da völlige Unkenntnis über den Wert gleichbedeutend ist mit Projektion auf den Mittelpunkt der Bloch-Kugel in der oben angegebenen Beschreibung der Messung, ergibt sich unmittelbar, dass zueinander komplementäre Observablen durch zueinander orthogonale Richtungen in der Bloch-Kugel beschrieben werden. Dementsprechend findet man für ein einzelnes Qubit stets genau drei paarweise zueinander komplementäre Observablen, entsprechend den drei Raumrichtungen.
Hat man viele gleich präparierte Exemplare eines Qubits, so kann der Zustand durch Messen der Wahrscheinlichkeiten eines Satzes dreier paarweise komplementärer Observablen bestimmt werden (wobei jede Messung an einem neuen Exemplar gemacht werden muss, da die Messung den ursprünglichen Zustand zerstört hat). Aus den Wahrscheinlichkeiten ergeben sich dann unmittelbar die Koordinaten des den Zustand beschreibenden Punktes auf der Bloch-Kugel und damit der Zustand.

## Fehlerkorrektur
Wie bei klassischen Bits können auch bei Qubits äußere Einflüsse nicht vollständig eliminiert werden. Deshalb benötigt man auch hier Fehlerkorrekturcodes. Im Gegensatz zu klassischen Fehlerkorrekturcodes gibt es für die Fehlerkorrektur von Qubits jedoch wichtige Einschränkungen:
- Der Kollaps der Wellenfunktion sorgt dafür, dass jede Messung, die Information über den Zustand eines Qubits liefert, diesen Zustand zerstört.
- Das No-Cloning-Theorem verbietet es, den Zustand eines Qubits zu kopieren.
- Da Qubits, anders als klassische Bits, ein Kontinuum von Zuständen erlauben, können auch Fehler kontinuierlich sein.

Trotz dieser Einschränkungen ist eine Fehlerkorrektur möglich, weil man zur Korrektur eines Fehlers nicht wirklich dessen Ergebnis braucht, sondern nur wissen muss, welcher Fehler aufgetreten ist. Ist z. B. ein sogenannter Bit-Flip aufgetreten, der {\displaystyle \left|0\right\rangle } und {\displaystyle \left|1\right\rangle } miteinander vertauscht, so ist klar, dass das Problem behoben wird, indem ein weiterer Bit-Flip vorgenommen wird; es ist nicht nötig, den tatsächlichen Zustand des Qubits zu kennen.
Die Einschränkung des No-Cloning-Theorems ist nicht so gravierend, wie es scheint, denn man kann trotzdem ein Qubit durch zwei Zustände eines Systems aus mehreren Qubits darstellen. Nur hat man dann eben im Allgemeinen keine Kopien, sondern einen Satz verschränkter Zustände.
Das Problem der kontinuierlichen Fehler wird durch das Superpositionsprinzip gelöst: Das Ergebnis einer kleinen Störung durch einen bestimmten Fehlertyp lässt sich quantenmechanisch auffassen als Überlagerung zweier Zustände: Einer, in dem dieser Fehler überhaupt nicht aufgetreten ist, und einer, in dem dieser Fehler maximal aufgetreten ist. Misst man nun, ob der Fehler aufgetreten ist, so sorgt der Kollaps der Wellenfunktion dafür, dass genau einer dieser beiden Fälle vorgefunden wird; man hat es daher nur noch mit einer begrenzten Zahl von diskreten Fehlern zu tun.
Fehlertypen, die bei einem einzelnen Qubit auftreten können, sind
- Kein Fehler: Das Qubit wird nicht verändert. Dargestellt durch den Einheitsoperator.
- Bit-Flip: Vertauschen von {\displaystyle \left|0\right\rangle } und {\displaystyle \left|1\right\rangle }. Aus dem Zustand {\displaystyle a\left|0\right\rangle +b\left|1\right\rangle } wird {\displaystyle a\left|1\right\rangle +b\left|0\right\rangle }. Dargestellt durch den Operator {\displaystyle \sigma _{x}}
- Phase: Für den Zustand {\displaystyle \left|1\right\rangle } wird das Vorzeichen umgedreht. Aus dem Zustand {\displaystyle a\left|0\right\rangle +b\left|1\right\rangle } wird {\displaystyle a\left|0\right\rangle -b\left|1\right\rangle }. Dargestellt durch den Operator {\displaystyle \sigma _{z}}.
- Bit-Phase: Kombination der beiden oberen Fehler. Aus dem Zustand {\displaystyle a\left|0\right\rangle +b\left|1\right\rangle } wird {\displaystyle -b\left|0\right\rangle +a\left|1\right\rangle }. Dargestellt durch den Operator {\displaystyle \sigma _{x}\sigma _{z}=-\mathrm {i} \sigma _{y}}.

Allgemeine 1-Qubit-Fehler lassen sich durch Linearkombinationen dieser Fehler beschreiben.
Die elementaren {\displaystyle n}-Qubit-Fehler sind Kombinationen dieser Fehlertypen für jedes einzelne Qubit (also z. B. Qubit 1 ist ohne Fehler, aber Qubit 2 hat einen Bit-Flip gemacht). Wiederum wird ein allgemeiner Fehler durch eine Linearkombination beschrieben; dadurch lassen sich auch so komplizierte Fehlertypen beschreiben wie „Qubit 1 hatte einen Phasenfehler, sofern Qubit 2 {\displaystyle \left|1\right\rangle } war“.
Ein einfaches Beispiel ist der Repetition-Code. Hierbei wird die Information einfach symmetrisch auf mehrere Qubits verteilt. Beispielsweise wird bei drei Qubits der Wert {\displaystyle a\left|0\right\rangle +b\left|1\right\rangle } durch {\displaystyle a\left|000\right\rangle +b\left|111\right\rangle } codiert. Bei dieser Codierung ist es mit drei Qubits bereits möglich, Bit-Flip-Fehler sicher zu korrigieren. Nutzt man stattdessen zwei Bell-Zustände als Basis, lassen sich Phasenfehler korrigieren. Die Kombination beider Mechanismen führt zum von Peter Shor entwickelten sogenannten Shor-Code, in dem mittels neun Qubits alle drei elementaren Fehlertypen korrigiert werden können. Fehlerkorrektur ist jedoch auch mit weniger Qubits möglich; so hat Andrew Steane einen Fehlerkorrekturcode entwickelt, der mit nur sieben Qubits pro gespeichertem Qubit auskommt.